# José Astaburuaga
José Astaburuaga Pérez (Talca, antigua provincia de Talca, Chile, 19 de julio de 1960) es un jinete de rodeo chileno, tres veces campeón nacional. Haciendo collera con Hugo Cardemil y representando a la asociación Curicó obtuvo los campeonatos nacionales de 1990, 1991 y 1993; además de los segundos campeonatos los años 1989 y 1992.
Estos campeonatos los obtuvo montando al potro "Reservado", que con sus tres títulos comparte junto a "Manicero" y "Talento" el récord de campeonatos para caballos.

## Inicios
Hijo del jinete Aníbal Astaburuaga, desde niño mostró habilidad para montar a caballo y a los siete años disputó su primer rodeo. En 1977, con tan solo 16 años de edad, logra clasificar al Campeonato Nacional de Rodeo por primera vez, adjudicándose el premio a mejor jinete joven.

## Consolidación
A los 24 años se radica en Los Ángeles y posteriormente se va a Curicó a correr con Hugo Cardemil, juntos dominan el rodeo chileno a finales de los años 1980 y principios de 1990, ganando tres campeonatos y dos segundos campeonatos.
Posteriormente defiende a distintos criaderos logrando clasificar en reiteradas oportunidades para la final de Rancagua.
Debido a su gran talento y profesionalismo ha representado a su país en importantes eventos internacionales, corriendo en 1994 en un rodeo demostrativo en Salamanca, España; en Porto Alegre, Brasil, el año 2010 y en Argentina donde ganó un rodeo corriendo junto a Daniel Ortega. También en 2012 integró la escuadra ecuestre que se presentó ante la reina Isabel II en Inglaterra.
Actualmente sigue vigente como uno de los mejores jinetes de Chile. Durante la temporada 2015-2016 fue elegido mejor jinete de su asociación.

## Campeonatos nacionales
| Año  | Collera       | Caballos                  | Puntaje | Asociación |
| ---- | ------------- | ------------------------- | ------- | ---------- |
| 1990 | Hugo Cardemil | "Lechón" y "Reservado"    | 31      | Curicó     |
| 1991 | Hugo Cardemil | "Esquinazo" y "Reservado" | 31      | Curicó     |
| 1993 | Hugo Cardemil | "Esquinazo" y "Reservado" | 36      | Curicó     |

### Segundos campeonatos
- 1992: junto con Hugo Cardemil, montando a "Esquinazo" y "Reservado" con 33 puntos.

### Terceros campeonatos
- 2007: junto con Eugenio Navarrete, montando a "Enredoza" y "Picarona" con 37 puntos (+3).